# Bogorejo (Bogorejo)
Bogorejo is een bestuurslaag in het regentschap Blora van de provincie Midden-Java, Indonesië. Bogorejo telt 2965 inwoners (volkstelling 2010).